# Crollon
Crollon é uma comuna francesa na região administrativa da Normandia, no departamento Mancha. Estende-se por uma área de 4,7 km². Em 2010 a comuna tinha 313 habitantes (densidade: 66,6 hab./km²).